# Cobija (comuna)
Cobija fue una de las comunas que integró el antiguo departamento de Tocopilla, en la provincia de Antofagasta, Chile.

## Historia
La comuna fue creada por decreto del 15 de enero de 1894, con el territorio de la subdelegación 4.ª Cobija.
La comuna fue suprimida mediante la reorganización político-administrativa del país, llevada a cabo con el Decreto Ley N.º 803, del 22 de diciembre de 1925. Su territorio se anexó a la comuna de Tocopilla.